# Nikolaj Vasil'evič Rozancev
Nikolaj Vasil'evič Rozancev (in russo Николай Васильевич Розанцев?; 29 marzo 1922 – 24 gennaio 1980) è stato un regista sovietico.

## Filmografia parziale

### Regista
- Na ostrove Dal'nem... (1957)
- V tvoich rukach žizn' (1959)
- Čelovek s buduščim (1960)
- Gosudarstvennyj prestupnik (1964)
- Zagovor Poslov' (1966)
- Nemico nascosto (Скрытый враг ) (1968)
- Razvjazka (1969)
- Holodno - Gorjacho' (1971)
- Eščё ne večer (1974)
- Ubit pri ispolnenii' (1977)
- Vzvejts Sokoly Orlami' (1980)